# Rektus
Als Rektus [ˈrɛktʊs] (auch Casus rectus; lat.: casus rectus „gerader Fall“) wird ein Kasus bezeichnet, in dem üblicherweise das Subjekt des Satzes steht – der „Rektus“ wäre im Deutschen also der Nominativ. Die Bezeichnung „gerader Kasus“ geht auf die Darstellung der Kasusrelationen in der griechischen Grammatiktradition der Stoa zurück. Der Begriff „Rektus“ wird besonders in Sprachen mit zwei gegensätzlichen Kasus verwendet; sein Gegenstück ist der Obliquus (oder Casus obliquus) – im Deutschen könnte man Genitiv, Dativ und Akkusativ unter dem Oberbegriff „Obliquus“ zusammenfassen.
In indoarischen Sprachen hat der Rektus drei Funktionen: Patiens von transitiven Verben, Agens von transitiven und intransitiven Verben. Über einen Casus rectus verfügt beispielsweise das Hindi, das als dritten Kasus noch einen Vokativ hat; der Rektus dient hier (außer bei transitiven Verben im perfektiven Aspekt) als Subjekt und unbestimmtes Objekt, während der Obliquus vor Postpositionen steht und manchmal zur Bildung von Adverbien verwendet wird:
```
 Rektus:     
Kalkattâ
          Kalkutta
 Obliquus:   
Kalkatte
     nach Kalkutta
             
Kalkatte se
  aus  Kalkutta
```

Eigene Formen für den Rektus (entstanden aus dem lateinischen Nominativ) als Subjekt im Gegensatz zum Obliquus (entstanden aus dem lateinischen Akkusativ) waren auch im Altfranzösischen bei einigen Deklinationsklassen erhalten (siehe Zweikasusflexion):
```
 Singular
 
 
                        Rektus                        Obliquus

 1. Klasse Feminina:     none         < nónna          nonain     < *nonnáne(m)
 3. Klasse Feminina:     suer         < sóror          seror      < soróre(m)
 1. Klasse Maskulina:    murs         < múrus          mur        < múru(m)
 3. Klasse Maskulina:    emperedre    < imperátor      emperedor  < imperatóre(m)
 
 
 Plural (im Femininum stimmen die Formen des Rektus und des Obliquus generell überein)
 
 
                        Rektus                        Obliquus

 1. Klasse Maskulina:    mur          < muri           murs       < muros
 3. Klasse Maskulina:    emperedor(s) < imperatóres    emperedors < imperatóres
```

Die Form emperedor(s) im Rektus Mask. Pl. verfügt etymologisch über ein -s (aus der lateinischen Endung -es), verliert dieses jedoch häufig in Analogie zu den Substantiven der 1. Klasse.